# Dãy núi Aberdare
Dãy núi Aberdare (tên gọi cũ Dãy núi Sattima, Kikuyu: Nyandarua) là một dãy núi dài 160 km (100 dặm) của vùng sơn nguyên, phía bắc thủ đô Nairobi, Kenya, với độ cao trung bình 3.500 mét (11.480 ft). Nó nằm tại hạt Nyandarua, phía tây trung tâm Kenya, phía đông bắc thị trấn Naivasha và Gilgil, ngay phía nam đường xích đạo. Dãy núi được gọi là Nyandarua bởi những người Agikuyu có lãnh thổ truyền thống là khu rừng và dãy núi này. Cái tên Nyandarua có nghĩa là nơi ẩn nấp do nếp gấp đặc biệt hình bóng của nó.